# The Thundermans (1.ª temporada)
The Thundermans é uma série de televisão estadunidense que conta a história de uma família de super-heróis, que começou a ser exibida na Nickelodeon em 14 de outubro de 2013. A série é criada por Jed Spingarn. A Nickelodeon anunciou que encomendou 20 episódios para 1ª temporada da série. A pré-estreia da série foi em 14 de outubro de 2013. A série estreou oficialmente em 2 de novembro de 2013. A 1ª temporada é estrelada por Kira Kosarin, Jack Griffo, Addison Riecke, Diego Velazquez, Chris Tallman e Rosa Blasi. A estréia da série recebeu 2.4 milhões de telespectadores.

## Sinopse
Conheça os Thundermans, uma família não tão comum, cuja preocupação número um é manter seus super-poderes de humanos em segredo e levar uma vida normal.

## Produção
Em 3 de Agosto de 2012, a Nickelodeon anunciou The Thundermans como um de seus próximos shows de aventura e comédia.
As filmagens começaram em meados de fevereiro de 2013 nos studios da Paramount Studios em Los Angeles. A prévia foi filmada em outubro de 2012.

## Elenco

### Personagens principais
- Kira Kosarin  como Pheobe Thunderman
- Jack Griffo como Max Thunderman
- Diego Velazquez como Billy Thunderman
- Addison Riecke como Nora Thunderman
- Chris Tallman como Hank Thunderman
- Rosa Blasi como Barb Thunderman

### Personagens recorrentes
- Dana Snyder como Doctor Colosso
- Audrey Whitby como Cherry
- Harvey Guillen como Primo Blobbin
- Helen Hong como Sra. Wong
- Keely Marshall como Sarah
- Jeff Meacham como Diretor Bradford

## Episódios
- A temporada possui 20 episódios.
- Kira Kosarin, Jack Griffo, Addison Riecke, Diego Velazquez, Chris Tallman e Rosa Blasi estão presentes em todos os episódios.

### 1ª Temporada (2013 - 2014)
| # | #  | Título                                                                                             | Dirigido por      | Escrito por                       | Exibição original                                                  | Código de produção | Audiência (em milhões) |
| --- | -- | -------------------------------------------------------------------------------------------------- | ----------------- | --------------------------------- | ------------------------------------------------------------------ | ------------------ | ---------------------- |
| 1 | 1  | "Dando Uma de Babá (BR) Aventuras em Supersitting (PT)" "Adventures in Supersitting"               | Bob Koherr        | Jed Spingarn                      | 14 de outubro de 2013 10 de abril de 2014 7 de abril de 2014       | 101                | 2.4                    |
| Phoebe e Max tem que tomar conta de seus irmãos mais novos, Billy e Nora, enquanto seus pais saem para jantar. Phoebe convida sua nova melhor amiga Cherry e, acidentalmente, expõe as habilidades de super-poderes da família. |    | |                   |                                   |                                                                    |                    |                        |
| 2 | 2  | "Phoebe Vs. Max" Phoebe vs. Max"                                                                   | Jonathan Judge    | Dan Cross & David Hoge            | 2 de novembro de 2013 17 de abril de 2014 28 de abril de 2014      | 104                | 2.6                    |
| Uma brincadeira de pegadinhas entre Max e Phoebe fica fora de controle, e Hank e Barb têm uma abordagem criativa para conseguir que Billy e Nora façam suas tarefas. |    | |                   |                                   |                                                                    |                    |                        |
| 3 | 3  | "Jantar em Família" Dinner Party"                                                                  | Victor Gonzalez   | Jed Spingarn                      | 9 de novembro de 2013 24 de abril de 2014 14 de abril de 2014      | 102                | 1.9                    |
| Um jantar em família com a nova paixão de Phoebe dá errado quando um hóspede não convidado trava as festividades. |    | |                   |                                   |                                                                    |                    |                        |
| 4 | 4  | "Gincana de Matemática" Report Card"                                                               | Jonathan Judge    | Nancy Cohen                       | 16 de novembro de 2013 15 de maio de 2014 21 de abril de 2014      | 103                | 1.9                    |
| Max altera seu boletim e fica em uma classe avançada, onde ele luta contra Phoebe em uma gincana de matemática. Em casa, a família tentar prender um bandido jornal. |    | |                   |                                   |                                                                    |                    |                        |
| 5 | 5  | "Dia de Matar Aula (BR) Dia da Balda (PT)" "Ditch Day"                                             | David Kendall     | Dicky Murphy                      | 23 de novembro de 2013 1 de maio de 2014 5 de maio de 2014         | 107                | 2.4                    |
| No dia de "matar aula", Phoebe e Max jogam bolas de neve na escola inteira. No entanto, uma câmera de segurança os pega jogando bolas de neve, então eles devem voltar para a escola e roubar o vídeo. Além disso, como Barb está doente, Hank quer ver um filme para adultos; mas Billy e Nora quer ver um outro filme. Nota: O filme que Billy e Nora estavam assistindo, "Gatos Espacias" é uma referência ao filme Star Wars |    | |                   |                                   |                                                                    |                    |                        |
| 6 | 6  | " Este é um Trabalho para..." This Looks Like a Job For..."                                        | Robbie Countryman | Anthony Q. Farrell                | 30 de novembro de 2013 22 de maio de 2014 12 de maio de 2014       | 109                | 1.8                    |
| Max e Phoebe trabalham na Pizzaria de Wong para ganhar Mephones. Enquanto isso, Billy, Nora, Hank, e Barb jogam em uma competição de empilhamento de copo, mas Barb tem de assumir uma garota chamada Avery. |    | |                   |                                   |                                                                    |                    |                        |
| 7 | 7  | "Hóspede no Fim de Semana" Weekend Guest"                                                          | David Kendall     | Dan Serafin                       | 7 de dezembro de 2013 8 de maio de 2014 19 de maio de 2014         | 106                | 2.0                    |
| Phoebe leva para casa uma planta da escola e Max faz um experimento sobre ela, o que faz com que ela cresça a um ritmo alarmante. |    | |                   |                                   |                                                                    |                    |                        |
| 8 | 8  | "Presidente da Classe (BR) Presidente de Turma (PT)" "You Stole My Thunder, Man"                   | Shannon Flynn     | Sean W. Cunningham & Marc Dworkin | 7 de dezembro de 2013 29 de maio de 2014 26 de maio de 2014        | 113                | 1.7                    |
| Max ganha de Phoebe em uma eleição escola, então ela busca vingança. Hank e Billy iniciam um hobby de colecionar pedras. |    | |                   |                                   |                                                                    |                    |                        |
| 9 | 9  | "Feira de Ciências" Weird Science Fair"                                                            | Jonathan Judge    | Mike Alber & Gabe Snyder          | 4 de janeiro de 2014 22 de maio de 2014 12 de setembro de 2014     | 105                | 2.2                    |
| Na feira de ciências de Billy e Nora, reacende uma velha rivalidade em Phoebe e Max. Barb tenta pegar Hank copiando suas notas no clube do livro. |    | |                   |                                   |                                                                    |                    |                        |
| 10 | 10 | "Crime após Crime" Crime After Crime"                                                              | Shannon Flynn     | Lisa Muse Bryant                  | 11 de janeiro de 2014 12 de junho de 2014 15 de setembro de 2014   | 112                | 2.6                    |
| Os vizinhos estão cientes de um vandalo em sua vizinhança, então Hank começa a vigilância de bairro para pegar o vandalo, mas as coisas ficam mal quando encontram o culpado. Nota: Este episódio foi para o especial "A-HA" da Nickelodeon, neste episódio, você deve encontrar 15 itens que estão de cabeça para baixo. |    | |                   |                                   |                                                                    |                    |                        |
| 11 | 11 | "A Passagem do Cometa" Going Wonkers"                                                              | Robbie Countryman | Jay J. Demopoulos                 | 8 de fevereiro de 2014 19 de junho de 2014 16 de setembro de 2014  | 110                | 2.4                    |
| Os poderes das crianças ficam descontrolados por causa de um cometa, mas se eles se unem, o problema desaparece. Enquanto isso, Max tem que ir ao baile com Phoebe e seu namorado, Cole. Nora e Billy tentam resgatar o sr. Colosso, que Darcie o roubou. |    | |                   |                                   |                                                                    |                    |                        |
| 12 | 12 | "Penetras no Restaurante" Restaurant Crashers"                                                     | Trevor Kirschner  | Dicky Murphy                      | 15 de fevereiro de 2014 26 de junho de 2014 17 de setembro de 2014 | 111                | 1.8                    |
| Quando Phoebe e Max estragam o presente surpresa que Hank comprou para Barb no aniversário de casamento deles, os dois são obrigados a chamar Blobbin, um parente super-herói, para ajudar, enquanto distraem seus pais. |    | |                   |                                   |                                                                    |                    |                        |
| 13 | 13 | "Thundersentido" Thundersense"                                                                     | Jonathan Judge    | Dan Serafin                       | 15 de março de 2014 15 de setembro de 2014 18 de setembro de 2014  | 114                | 2.4                    |
| Phoebe desenvolve a habilidade de perceber o perigo antes de ele acontecer e a usa para impressionar os colegas da escola. Enquanto isso, Max finge que ainda não desenvolveu essa nova habilidade para conseguir presentes de Barb. |    | |                   |                                   |                                                                    |                    |                        |
| 14 | 14 | "O Clone da Phoebe" Phoebe's a Clone Now"                                                          | David DeLuise     | Jenn Lloyd & Kevin Bonani         | 15 de março de 2014 14 de julho de 2014 19 de setembro de 2014     | 108                | 2.5                    |
| Quando Phoebe se compromete com muitas atividades, Max a ajuda, criando um clone dela para que fique em dois lugares ao mesmo tempo. Mas o clone começa a causar confusão para a Phoebe, Max precisa salvar a reputação da irmã. |    | |                   |                                   |                                                                    |                    |                        |
| 15 | 15 | "Aniversário Gelado" "Have a Ice Birthday"                                                         | Tim Ryder         | Sean W. Cunningham & Marc Dworkin | 22 de março de 2014 16 de setembro de 2014 20 de setembro de 2014  | 115                | 1.7                    |
| Phoebe e Max vão dar sua primeira festa de aniversário de adolescente normal, mas quando a Sra. Wong - congelada por Max - desaparece, eles precisam encontrá-la. Então, eles percebem o quanto é bom fazer a festa com a família. Participação especial: Kel Mitchell |    | |                   |                                   |                                                                    |                    |                        |
| 16 | 16 | "A Festa do Pijama" Nothing to Lose Sleepover"                                                     | Sean Mulcahy      | Gigi McCreery & Perry Rein        | 26 de abril de 2014 17 de setembro de 2014 22 de setembro de 2014  | 117                | 1.8                    |
| Phoebe dá uma Festa do Pijama em casa para as amigas e é flagrada por Barb usando telecinese para se livrar de um desastre. Após ser punida, ela é obrigada a usar uma tornozeleira que a impede de usar seus poderes. |    | |                   |                                   |                                                                    |                    |                        |
| 17 | 17 | "Lindinhos do Coral" Pretty Little Choirs"                                                         | Shannon Flynn     | David Hoge & Dan Cross            | 3 de maio de 2014 18 de setembro de 2014 23 de setembro de 2014    | 118                | 1.7                    |
| Quando uma garota malvada, chamada Veronica, sabota Phoebe no coral e se aproveita de Max, obrigando-o a fazer seus deveres de casa, os gêmeos trabalham juntos para se vingar dela. |    | |                   |                                   |                                                                    |                    |                        |
| 18 | 18 | "Chamando Dr. Thunderman (BR) Dr. Thunderman apresenta-se ao serviço (PT)" "Paging Dr. Thunderman" | Robbie Countryman | Jed Spingarn                      | 3 de maio de 2014 13 de novembro de 2014 24 de setembro de 2014    | 119                | 1.8                    |
| Max e Phoebe levam Billy para o hospital quando ele machuca o dedão. Depois que Max vê a agulha da injeção, ele desmaia, e os irmãos precisam trabalhar juntos para que os médicos não vejam o scanner do cérebro de Max. |    | |                   |                                   |                                                                    |                    |                        |
| 19 | 19 | "Férias em Família" Up, Up, And Vacay"                                                             | Jonathan Judge    | Anthony Q. Farrell                | 31 de maio de 2014 4 de outubro de 2014 25 de setembro de 2014     | 116                | 1.6                    |
| Os Thundermans participam de uma competição em família para ganhar uma viagem de férias, mas não chegam a um acordo sobre o local. Então, se inscrevem como duas equipes, meninas contra meninos, e quem vencer, decidirá onde passarão as férias. Nota: Esse episódio tem 2 finais alternativos. |    | |                   |                                   |                                                                    |                    |                        |
| 20 | 20 | "Professor Substituto" Breaking Dad"                                                               | Shannon Flynn     | Jed Spingarn                      | 14 de junho de 2014 25 de setembro de 2014 26 de setembro de 2014  | 120                | 2.2                    |
| Hank é o novo professor de ciências de Max e Phoebe. Quando ele, acidentalmente, come um sanduíche de peru especial que o faz dormir na escola, os gêmeos precisam usar seus poderes para ajudá-lo. |    | |                   |                                   |                                                                    |                    |                        |